# Die Blüte des Einklangs
Die Blüte des Einklangs ist ein Film der japanischen Filmemacherin und Regisseurin Naomi Kawase aus dem Jahr 2018.

## Vorbemerkung
Die Haupthandlung des Filmes wird durch zunehmende kurze Rückblenden und Flashbacks zunächst verrätselt, im weiteren Verlauf des Filmes wird durch sie die teils magisch erzählte Geschichte aufgeschlüsselt.

## Inhalt
Die Schriftstellerin Jeanne reist in Begleitung einer Dolmetscherfreundin (Hana) in die Bergwälder der japanischen Präfektur Nara, um eine sagenumwobene Pflanze („Vision“) zu finden, die angeblich nur einmal im Jahrtausend blühen soll. Dass sie ein tiefgehender Schmerz um ihren toten Geliebten und die Frage, was aus ihrem gemeinsamen Kind geblieben ist, bewegen, bleibt zunächst im Dunkeln. Doch dies bildet ihren Antrieb, nach der (die Seele) heilenden Pflanze zu suchen.
Durch Zufall quartiert sie sich bei einem wortkargen Förster namens Tomo ein, einem verschlossenen Mann, der ein besonderes inniges Verhältnis zu den Wäldern hat. Er kam vor zwei Jahrzehnten in die Wälder, um dort seinen inneren Frieden zu finden. Zwar kennt er die sagenumwobene Pflanze nicht, stellt aber Jeanne der alten, blinden Kräutersammlerin Aki vor, um die er sich kümmert. Aki ist die vielleicht geheimnisvollste Figur des Filmes: Wie eine Schamanin ist sie mit den Kräften der Natur verbunden, sie behauptet von sich, tausend Jahre alt zu sein, sie kennt von Anfang an Jeanne und ihre Geschichte und scheint auch die Zukunft vorauszuahnen. Auch die Wunderpflanze „Vision“ kennt sie und behauptet, aus (deren) Sporen geboren zu sein. Doch erklärt Aki nichts – vielmehr macht sie sich trotz ihrer Blindheit in die Wälder auf, um an einem besonders magischen Ort, einem uralten Wacholderbaum, in eine Art Tanz der Trance zu verfallen. Die Wälder um sie herum beginnen zu rauschen, aus dem Wind wird ein Sturm – und Aki verschwindet ab da auf rätselhafte Weise.
Mittlerweile haben die Zuschauer des Films mehrere Male kurze Rückblenden erlebt: Dort sieht man, wie ein Hirsch in den Wäldern von Nara erlegt wird und wie den Jäger etwas zu beunruhigen scheint, man sieht auch einen jungen Japaner, offenbar den früheren Geliebten Jeannes in schemenhafter Andeutung. Eingestreut sind auch kurze Passagen, in denen Dorfälteste auf die „schlimme Geschichte“, die sich einst zugetragen habe, verweisen – und auf die Vereinsamung der Wälder, seitdem der große Tunnel gebaut worden sei.
Ein langer, dunkler Tunnel, den Tomo immer wieder durchfahren muss, bildet in seiner Symbolik eines der optischen „Leitmotive“ des Filmes: Tod und Geburt, sowie der Durchgang zwischen den Welten und Zuständen scheint er darzustellen.
Das unerklärte Verschwinden Akis beunruhigt Tomo und Jeanne nicht besonders, zusammen mit den beunruhigend zunehmenden Windstürmen und der Erwartungshaltung Jeannes, was das baldige mögliche Finden der Wunderblume betrifft, passt es in die Kette magischer Ereignisse. Auch Tomos weißer Hund, den er überaus liebt, umgibt ein unsagbares Geheimnis.
An dieser Stelle erfährt die Handlung eine Zäsur: Jeanne reist für einige Zeit ab, um im Herbst zur passenden Zeit wiederzukommen und Tomo findet zu seiner Überraschung im Wald einen etwa 18-jährigen, leicht verletzten Jungen („Rin“), den er wie einen Sohn aufnimmt und dem er seine geliebten Wälder nahebringt. Auch hier bleibt im Dunkeln, wer Rin ist und wo er eigentlich herkommt. Als Jeanne wiederkommt und mit Tomo eine Liebesnacht erlebt, erfährt die Dramatik eine Steigerung, denn unabhängig voneinander verschwinden in den Folgestunden Rin und auch Tomos geliebter Hund. Wenig später taucht der Junge ebenso überraschend wieder auf, voller Schmerz und Trauer hält er den toten Hund Tomos im Arm. Was in dieser Nacht geschehen ist, bleibt im Dunkeln – für Jeanne jedoch und den todtraurigen Tomo spitzen sich die Ereignisse zu und die phantastischen Elemente des Filmes erfahren eine Verdichtung: Schon bei der erwähnten Liebesnacht verwandelte sich Tomo in den Augen Jeannes in den jungen Japaner, der bereits als Schemen im Film zu sehen war und man begreift, dass dies der erste Liebhaber Jeannes gewesen sein muss. Und immer wieder erscheint das Liebespaar Jeanne und der Japaner, die an einem See sitzen und bei deren Gespräch klar wird, dass Jeanne schwanger ist.
Nun wechseln Gegenwart und Vergangenes in schnellerer Folge: Jeanne hat durch geheimnisvolle Berechnungen mit Primzahlen einen genauen Zeitpunkt der Blüte der „Vision“ ermittelt, in den Rückblenden sieht man, wie sie unter Schmerzen ein Kind an dem See zur Welt bringt, wo sie mit ihrem Geliebten einst saß. Nach der Geburt lässt sie das Kind in dicke Decken gewickelt am Seeufer zurück und beobachtet, wie es von Aki vorsichtig emporgenommen wird. Diese legt es später auf die Schwelle eines alten Ehepaares, die das Kleine liebevoll aufnehmen. Ein kleiner Kameraschwenk bringt die Überraschung, denn auf einer Kommode der Alten findet sich das Foto des Geliebten Jeannes, offenbar ist er ihr Sohn – und somit ist das unbekannte Kind ihr Enkel. Und schließlich wird das Motiv des Jägers vom Anfang wiederaufgegriffen und durch den Fortgang erklärt – denn er erschoss aus Versehen den Geliebten Jeannes. Dieser Verlust und den ihres Kindes sind die Ursache des Traumas, das Jeanne nach Nara reisen ließ.
Die Zuschauer ahnen mittlerweile, dass der geheimnisvolle Junge „Rin“, der am Seeufer geborene Sohn Jeannes ist. In einer phantastischen Szenerie beginnt Aki den Trancetanz, in dem sie sich unmerklich in den Geliebten Jeannes verwandelt. Er entzündet dadurch ein magisches Feuer. Und im Feuermeer aus brennenden Bäumen liegt plötzlich Rin wie ein Schlafender im Funkenmeer, das an die oben erwähnte Sporen erinnert. Tomo gerät in Panik, wird aber von der „wissenden“ Jeanne beruhigt. Nach dem Brand erkennen sich Mutter und der völlig unversehrte Sohn wieder und der Filmtitel „Blüte des Einklangs“ ist in seiner Bedeutung erklärbar geworden: Vergangenes und Gegenwart sind ineinander eins geworden, Geliebte haben sich ebenso gefunden wie Mutter und Sohn. Im letzten Bild des brennenden Waldes erscheint auch der einstige Geliebte Jeannes, wie zum Abschied und mit einer Geste, die bedeuten soll, dass „alles gut“ ist, grüßt er seine Jeanne.

## Produktion
Die Dreharbeiten erfolgten im September 2017 für zweieinhalb Wochen und wurden im November fortgesetzt. Aufgrund dieser unterbrochenen Drehzeit, entschied sich Regisseurin und Drehbuchautorin Naomi Kawase dafür, die Geschichte des Films ebenfalls in zwei Hälften zu teilen. Sie spielt in der Nara-Präfektur, wo die lokalen Yoshino-Berge und Wälder im Film eine wichtige Rolle spielen. Dieser Drehort wurde teilweise auch gewählt, um dem Wunsch der Hauptdarstellerin nachzukommen, die das ländliche Japan erleben wollten.
Kawase und Hauptdarstellerin Juliette Binoche trafen sich 2017 zum ersten Mal bei einem offiziellen Abendessen bei den Filmfestspielen von Cannes, und Kawase erinnerte sich: „In dem Moment, als ich sie traf, wusste ich, dass ich mit ihr arbeiten wollte.“ Gefördert wurde dieses Vorhaben von Marianne Slot, der Gründerin der Pariser Produktionsfirma „Slot Machine“.
Der Film wurde am 8. Juni 2018 in Japan uraufgeführt und gab dann sein Nordamerika-Debüt beim Toronto International Film Festival 2018 und sein europäisches Debüt beim San Sebastiàn Film Festival. Er wurde in Frankreich am 28. November 2018, in Spanien am 28. Dezember 2018 und in Deutschland am 14. Februar 2019 veröffentlicht.Die Blüte des Einklangs bei IMDb

## Kritiken
Der Variety-Kritiker Guy Lodge beschrieb den Film als „eine gemischte hessische Tüte von Kawases besten und schlechtesten kreativen Impulsen“ und stellte fest, dass „es immer noch, getragen von Binoches immer entwaffnender Präsenz, ihr bisher am weitesten verbreitetes Werk sein sollte“. Dagegen war der Cinema Scope- Kritiker Michael Sicinski von dem Film enttäuscht und schrieb: „Trotz der Anwesenheit eines internationalen Superstars (Juliette Binoche) zum ersten Mal in der Filmografie von Naomi Kawase wird Vision niemanden für Kawase bekehren.“ Die Kritikerin Leslie Felperingave meinte, dass der Film für sie „nicht funktioniere“, und schrieb: „Das einschläfernde Tempo und der kleine Quasi-Umweltschützer, halbmystisches Gelaber über Lebenszyklen und vorhergesagte Träume werden einige Zuschauer ärgern.“
Bei der Süddeutschen Zeitung wertete Philipp Stadelmaier: „Es genügen diese ersten paar Bilder, um klarzumachen, dass es hier um die ganz großen Fragen gehen wird: Um die Natur und den Menschen, um Leben und Sterben.“ „Der deutsche Verleihtitel mag die esoterische Seite des Films herauskehren, die Suche nach Harmonie, Spiritualität und Friede. Im Original heißt der Film jedoch ganz schlicht wie das mysteriöse Heilkraut: ‚Vision‘. Wie die Vision, die man als Zuschauer hat und in die man von der Regisseurin eingeführt wird.“